# Blossom Cup 2014
Il Blossom Cup 2014 è stato un torneo di tennis facente parte della categoria ITF Women's Circuit nell'ambito dell'ITF Women's Circuit 2014. Il torneo si è giocato a Quanzhou in Cina dal 3 al 9 marzo 2014 su campi in cemento e aveva un montepremi di $50,000.

## Partecipanti

### Teste di serie
| Nazionalità | Giocatrice              | Ranking* | Testa di serie |
| ----------- | ----------------------- | -------- | -------------- |
| Kazakistan  | Zarina Dijas            | 113      | 1              |
| Cina        | Zheng Saisai            | 144      | 2              |
| Giappone    | Eri Hozumi              | 174      | 3              |
| Russia      | Ksenija Pervak          | 176      | 4              |
| Cina        | Duan Yingying           | 189      | 5              |
| Thailandia  | Noppawan Lertcheewakarn | 221      | 6              |
| Cina        | Wang Qiang              | 248      | 7              |
| Giappone    | Junri Namigata          | 259      | 8              |

- Ranking al 24 febbraio 2014.

### Altre partecipanti
Giocatrici che hanno ricevuto una wild card:
- Sun Ziyue
- Tang Haochen
- Tian Ran
- Xu Shilin

Giocatrici che sono passate dalle qualificazioni:
- Liu Chang
- Michika Ozeki
- Varatchaya Wongteanchai
- Xu Yifan
- Polina Lejkina (lucky loser)

## Vincitrici

### Singolare
Zarina Dijas ha battuto in finale  Noppawan Lertcheewakarn con il punteggio di 6–1, 6–1

### Doppio
Chan Chin-wei /  Xu Yifan hanno battuto in finale  Sun Ziyue /  Xu Shilin con il punteggio di 7–6(7–4), 6–1